# Szachownica Punnetta
Szachownica Punnetta – tabela, w której przedstawia się możliwe kombinacje typów gamet w czasie zapłodnienia. Została opracowana przez angielskiego genetyka Reginalda Punnetta.

## Przykłady
Szachownica Punnetta ilustrująca dziedziczenie w przypadku dominacji zupełnej cechy jednogenowej: 
|   | A  | a  |
| A | AA | Aa |
| a | Aa | aa |

gdzie 
A – allel dominujący,
a – allel recesywny.
Pola czerwone to wyróżnienie cechy fenotypowej zdeterminowanej przez allele, która w tym przypadku będzie w stosunku 3:1 reprezentowana przez cechę wyróżniającą (dominującą).